# Rotschegda
Rotschegda (russisch Рочегда) ist eine Siedlung in Nordwestrussland. Der Ort gehört zur Oblast Archangelsk und hat 1989 Einwohner (Stand 14. Oktober 2010). Rotschegda gehört administrativ zum Winogradowski rajon.

## Geographie
Rotschegda befindet sich etwa 250 Kilometer südöstlich der Oblasthauptstadt Archangelsk. Der Ort liegt am rechten Ufer der Nördlichen Dwina. Das Rajonverwaltungszentrum Beresnik befindet sich etwa 38 Kilometer nordwestlich von Rotschegda.

## Geschichte
Zur Erschließung der reichhaltigen Holzvorkommen wurde im Juli 1938 auf dem Gebiet des heutigen Rotschegda mit dem Bau einer Holzarbeiter-Siedlung durch polnische und russische Häftlinge des Bereslag-Gulags begonnen. Die eigentliche Siedlung Rotschegda entstand Ende 1942, nach der Schließung des Bereslag und der Verlegung der Häftlinge in die ASSR der Komi. Auf dem Gebiet des ehemaligen Gulags wurde der Konezgorjer Forstwirtschaftsbetrieb (Конецгорский леспромхоз) geschaffen und hierbei Teile der noch vorhandenen Lagerinfrastruktur übernommen. Zur Erschließung der umliegenden Waldgebiete wurde mit dem Bau der Waldbahn Konezgorjer (Конецгорская узкоколейная железная дорога) begonnen. Für den Forstwirtschaftsbetrieb arbeiteten in den ersten Jahren russische Saisonarbeiter. Ab Herbst 1945 wurden mehr als Tausend vornehmlich ethnisch deutsche Zwangsumsiedler für die Arbeiten im Forstwirtschaftsbetrieb, dem Siedlungsbau sowie dem Bau der Schmalspurbahn eingesetzt. Die meisten dieser Zwangsumgesiedelten entschlossen sich Rotschegda nach ihrer Entlassung im Jahr 1957 zu verlassen.
Im Jahr 1958 erhielt Rotschegda den Status einer Siedlung städtischen Typs. Im Zuge einer Verwaltungsreform im Jahr 2005 wurde der Ort zu einer Siedlung ländlichen Typs herabgestuft.
Rotschegda ist Verwaltungszentrum der Gemeinde Rotschegodskoje selskoje posselenije (Рочегодское сельское поселение), die zehn Dörfern (zwei davon unbewohnt) mit insgesamt 2418 Einwohnern (Stand 2010) umfasst.

## Bevölkerungsentwicklung
Die folgende Übersicht zeigt die Entwicklung der Bevölkerungszahlen von Rotschegda.
| Jahr | Einwohner |
| ---- | --------- |
| 1959 | 3.923     |
| 1970 | 4.237     |
| 1979 | 3.616     |
| 1989 | 2.999     |
| 2002 | 2.456     |
| 2010 | 1.989     |

Anmerkung: Volkszählungsdaten

## Wirtschaft und Verkehr
Der wichtigste Wirtschaftszweig in Rotschegda ist die Forstindustrie.
Der Ort ist nicht an das überregionale Netz der Russischen Nordeisenbahn angeschlossen. Über eine Landstraße besteht allerdings eine Verbindung in das rund 40 Kilometer entfernte Beresnik und zur dort verlaufenden Fernstraße M8.
Rotschegda ist Anfangspunkt der etwa 60 Kilometer langen Konezgorjer Schmalspurbahn, die ursprünglich für den Holztransport gebaut wurde und Rotschegda mit den Dörfern Pystroma (Пыстрома) und Njawody (Няводы) verbindet.
Auf der Dwina gibt einen regelmäßigen Fährbetrieb zwischen den Orten Ust-Wajenga (Усть-Ваеньга), Konezgorje (Конецгорье), Rotschegda, Kurgomen (Кургомень), Selmenga (Сельменьга) und Borok (Борок).

## Persönlichkeiten
Der sowjetische Gewichtheber und olympischer Goldmedaillengewinner Wassili Iwanowitsch Alexejew lebte von 1953 bis 1961 in Rotschegda.